# Zawisza le Noir
Ne doit pas être confondu avec Zawisza Czarny.
Zawisza de Garbów, né en 1379 à Stary Garbów et mort le 12 juin 1428 à Golubac, également connu sous le nom de Zawisza le Noir (en polonais : Zawisza Czarny), du clan Sulima, est un chevalier et noble polonais qui sert comme commandant et diplomate sous le roi polonais Ladislas II Jagellon et le roi hongrois-bohémien Sigismond de Luxembourg. Au cours de sa vie, il est considéré comme un modèle de vertus chevaleresques et est réputé pour avoir remporté de multiples tournois. Son surnom lui est dû tant à ses cheveux noirs qu'à son armure noire forgée sur mesure et qui est conservée au monastère de Jasna Góra.

## Origines
Zawisza est né à Stary Garbów, en Pologne, dans une famille de petite noblesse ; son père Mikołaj était le châtelain de Konary-Sieradz. Zawisza avait deux frères cadets : Jan  Farurej, le staroste du Spisz ; et Piotr Kruczek. En 1397, Zawisza épousa Barbara du clan Piława, la nièce de l'évêque de Cracovie Piotr Wysz Radoliński, dont il eut quatre fils.

## 1410–1419
Après avoir brièvement servi l'Ordre Teutonique, Zawisza change de camp et, en 1410, participe à la bataille de Grunwald du côté polonais. Après la bataille, lui et son ami Stibor de Stiboricz proposent un traité de paix entre Ladislas II Jagellon et Sigismond de Luxembourg, alors roi de Hongrie, qui fut connu sous le nom de Traité de Lubowla. En 1412, il participe à la conférence organisée entre Sigismond, Ladislas II et Tvrtko II de Bosnie à Buda, et remporte le tournoi qui y est organisé face à plus de 1 500 chevaliers concurrents.
Zawisza est autant un diplomate qu'un guerrier, étant un envoyé du roi polonais Ladislas II et du roi hongrois-bohémien Sigismond de Luxembourg. Faisant partie des six diplomates qui représentaient le royaume polonais et le roi Ladislas II au concile de Constance, il s'y distingue comme l'un des très rares partisans de Jan Hus et, par conséquent, s'oppose fermement à sa condamnation et à son exécution ultérieure pour hérésie.
En 1416, il participe à un tournoi à Perpignan dans lequel il bat le célèbre chevalier Jean II d'Aragon et de Navarre. L'année suivante, il devient le staroste de Kruszwica. En 1419, il rencontre de nouveau Sigismond pour demander la main de Sophie de Bavière, la veuve du frère de ce dernier, Venceslas de Bohême. Par la suite, Zawisza participe aux guerres hussites aux côtés du roi Sigismond. Lors de la défaite de Sigismond à Kutná Hora (le 21 décembre 1421), Zawisza est fait prisonnier par les Hussites puis relâché en échange d'une forte rançon.

## Guerre contre les Ottomans et mort

La forteresse de Golubac.

En 1428, Zawisza, commandant d'une bannière de cavalerie légère de 500 cavaliers, rejoint les forces de Sigismond dans sa guerre contre les Turcs. Au cours de cette campagne désastreuse, il les combat lors du siège de Golubac. L'armée de Sigismond ayant été vaincue, elle doit battre en retraite à travers le Danube, disposant seulement de quelques bateaux pour transporter les troupes en lieu sûr.
Zawisza lui-même est resté sur la rive droite du Danube avec l'armée qu'il dirige, car il a promis de couvrir la retraite. Comme Zawisza et son armée doivent se défendre, ils ne peuvent pas traverser le Danube. Le roi de Hongrie, qui est déjà en sécurité sur la rive gauche, envoie bien un bateau à Zawisza, mais celui-ci reste sur la rive droite pour protéger l'arrière-garde de l'armée de Sigismond. Il aurait déclaré à cette occasion qu'« aucun bateau n'était assez grand pour transporter [son] honneur ».
Sa tête est apportée au sultan Mourad II et son corps est enterré sur place par les Serbes. Les funérailles symboliques de Zawisza ont lieu en novembre 1428 dans l'église franciscaine de Cracovie.

## Postérité
Au cours de sa vie, il est considéré comme un modèle de vertus chevaleresques. Après sa mort, il est loué par l'historien polonais Jan Długosz, le poète et chanoine de Gniezno Adam Świnka, et par le roi Sigismond de Luxembourg. Zawisza est devenu un héros populaire en Pologne, réputé pour sa fiabilité et sa loyauté. Le serment des scouts polonais comporte ce slogan : « [vous pouvez] compter sur [nous] comme sur Zawisza » («  ...polegać na nim jak na Zawiszy »). Plusieurs clubs de football polonais entre autres équipes sportives portent le nom du chevalier, notamment le Zawisza Bydgoszcz.
En Serbie, où se trouve la forteresse de Golubac et où il est connu sous le nom de Zaviša Crni, il était vénéré comme un preux chevalier. Un monument à Zawisza à la forteresse de Golubac porte l'inscription suivante : « À Golubac, sa vie a été prise par les Turcs en 1428, le célèbre chevalier polonais, symbole de courage et d'honneur, Zawisza le Noir. Gloire au héros ! » Une exposition permanente célébrant les chevaliers ayant défendu la forteresse comporte une section spéciale consacrée à Zawisza,. À Belgrade, une rue porte le nom du chevalier (Улица Завише Црног/Ulica Zaviše Crnog).
Plusieurs drames sont consacrés à la vie de Zawisza le Noir. Zawisza le Noir est une unité spéciale du jeu Age of Empires II: The Age of Kings ; il apparaît également de façon non jouable dans deux campagnes de l'extension Dawn of the Dukes du jeu Age of Empires II: Definitive Edition.

## Sources